# Stoliczia rafflesi
Stoliczia rafflesi is een krabbensoort uit de familie van de Potamidae. De wetenschappelijke naam van de soort is voor het eerst geldig gepubliceerd in 1936 door Roux.